# 左手一本のシュート〜夢あればこそ! 脳出血、右半身麻痺からの復活
『左手一本のシュート〜夢あればこそ! 脳出血、右半身麻痺からの復活』（ひだりていっぽんのしゅーと ゆめあればこそ のうしゅっけつ、みぎはんしんまひからのふっかつ）は、島沢優子によるノンフィクション小説。2011年5月18日に小学館から刊行されたのち、2014年3月6日に文庫化された。
2020年3月にBS-TBSおよびBS-TBS 4Kで中川大志主演によりテレビドラマ化。

## 概要・あらすじ
山梨県の田富中学校でバスケットボールの県選抜に選ばれ、将来を嘱望された田中正幸を題材とした小説。田中はバスケ強豪校の日川高校に合格。しかし、入学式の3日前、入部予定のバスケットボール部の遠征に参加中、脳動静脈奇形による脳出血で突然倒れる。一命は取り留めたものの、右半身不随の後遺症が残り、バスケ人生は絶望とされ、リハビリで一年の休学を余儀なくされる。しかし、もう一度コートに立ちたい田中はリハビリに懸命に励み、利き腕でない左手でバスケ部活動に励んだ。高校3年生のインターハイ県予選、田中は出場チャンスを得て、左手でパスを受け取った。そして、左手でシュートを試みる。

## 書誌情報
島沢優子（著）『左手一本のシュート〜夢あればこそ! 脳出血、右半身麻痺からの復活』
- 単行本：2011年5月18日発売、小学館、ISBN 978-4-09-388155-5
- 文庫本：2014年3月06日発売、小学館文庫、ISBN 978-4-09-406032-4

## テレビドラマ
『左手一本のシュート』（ひだりていっぽんのしゅーと）のタイトルで、2020年3月14日の21時 - 22時54分にBS-TBS開局20周年記念ドラマとして放送。主演は中川大志。

### キャスト
- 田中正幸 - 中川大志
- 古田厚司（日川高校バスケ部顧問） - 駿河太郎
- 二宮紀子（田富中美術部顧問）- 安藤玉恵
- 丸谷守保（理学療法士）- 勝矢
- 逆瀬川浩志（日川高校バスケ部）- 石内呂依
- 名取秀（日川高校バスケ部） - 細田佳央太
- 古屋卓人（日川高校バスケ部） - 豊田真丸
- 桑原健太（日川高校バスケ部） - 前田旺志郎
- 中村椋耶（日川高校バスケ部） - 菅原健
- 小池健二（日川高校バスケ部） - 鈴木啓
- 江口篤（日川高校バスケ部） - 入江海斗
- 金丸智生（日川高校バスケ部） - 渡辺哲史
- 古屋皓瑛（日川高校バスケ部） - 北條慶
- 清水湧（甲府西高校バスケ部）- ともやん(Lazy Lie Crazy)
- 市原梨沙（日川高校の生徒）- 高岡凛花
- 田中正喜（正幸の父）- 小市慢太郎
- 宮崎宏道（平塚市民病院 外科医）- 飯田基祐
- 柏木正好（訓練士）- 吉澤健
- 大貫はるな（リハビリスタッフ）- 原田佳奈
- 森川透（田富中学校バスケ部顧問）- 石黒賢[5]
- 田中一女（正幸の母）- 永作博美[5]
- 松熊つる松、小豆沢雅一、相原元、上村侑、内田航、河西剛徳、河合一真、佐藤聡太、玉川賢吾、中島雄一郎、西田稜海、肥田日向、広川海斗、安田龍生

### スタッフ
- 原作 - 島沢優子 『左手一本のシュート〜夢あればこそ! 脳出血、右半身麻痺からの復活』（小学館文庫刊）
- 脚本 - 吉田紀子
- 演出 - 村上牧人（テレパック）
- 協力 - 古田厚司（山梨県立日川高等学校）
- 医療監修 - 宮﨑宏道（平塚市民病院）
- リハビリ監修 - 丸谷守保（神奈川リハビリテーション病院）
- バスケットボール監修 - 八木亜樹（TOKYO DIME）、益子輝楓（TOKYO DIME）
- ロケ協力 - 山梨県立日川高等学校、富士の国やまなしフィルムコミッション、中央市、富士吉田体育協会、神奈川リハビリテーション病院、平塚市民病院　ほか
- 撮影 - 早坂伸（キアロスクーロ撮影事務所）
- 技術協力 - フォーチュン、Kカンパニー、サウンドライズ
- 美術協力 - 山崎美術
- 音響効果 - スポット
- ポスプロ - アムレック、アップサイド
- プロデューサー - 遠藤宗一（BS-TBS）、東田陽介（テレパック）
- 製作 - テレパック、BS-TBS